# Baberu
Baberu är en ort i Indien.   Den ligger i distriktet Bānda och delstaten Uttar Pradesh, i den centrala delen av landet, 500 km sydost om huvudstaden New Delhi. Baberu ligger 129 meter över havet och antalet invånare är 15 607.
Terrängen runt Baberu är mycket platt. Runt Baberu är det tätbefolkat, med 331 invånare per kvadratkilometer. Baberu är det största samhället i trakten. Trakten runt Baberu består till största delen av jordbruksmark.